# Мёнхгут
Мёнхгут (нем. Mönchgut) — община в Германии, в земле Мекленбург-Передняя Померания. Входит в состав района Передняя Померания-Рюген. Образована 1 января 2018 года объединением общин Гагер, Миддельхаген и Тиссов. Население на 2021 год составляло 1369 человек. Занимает площадь 20,69 км².
С 1 декабря 2020 года община имеет государственный статус морского курорта.

## Население
| Год  | Численность | Численность |
| ---- | ----------- | ----------- |
| 2018 | 1349        | [ 2 ]       |
| 2019 | 1339        | [ 7 ]       |
| 2021 | 1369        | [ 8 ]       |
| 2022 | 1374        | [ 9 ]       |
| 2023 | 1358        | [ 3 ]       |